# Fab Five: The Texas Cheerleader Scandal
Fab Five: The Texas Cheerleader Scandal (traducido literalmente al español: Las 5 Fabulosas: el escándalo de las animadoras de Texas) es una película dramática de Lifetime Television protagonizada por Tatum O'Neal y dirigida por Tom McLoughlin. Estrenada el 2 de agosto de 2008, se basa en una historia real que ocurrió en el McKinney North High School en McKinney (Texas) en 2006, un escándalo en el que cinco animadoras del equipo aterrorizaron al instituto y actuaron según sus propias reglas porque la directora era la madre de una de las cinco.

## Elenco
- Tatum O'Neal - Directora Lorene Tippit
- Jenna Dewan - Entrenadora Emma Carr
- Ashley Benson - Brooke Tippit
- Dameon Clarke - Entrenadora Adam Reeve
- Jessica Heap - Jeri Blackburn
- Aimee Spring Fortier - Lisa Toledo
- Stephanie Honoré - Ashley
- Ashlynn Ross - Tabitha Doering
- Carissa Capobianco - Cindy Harper
- Hailey Wist - Meagan Harper
- Natalie Rose - Natalie Zamora